# Sattar
Sattar (en persan: ستار), né en 1949 à Téhéran, en Iran, est un chanteur iranien.

## Biographie
Il a débuté à l'âge de 22 ans en chantant la bande originale de la série TV, "Morad Barghi", avec la chanson "Khaneh bedoush". Il devient très vite une star pour la jeunesse iranienne et enchaîne les tubes comme "Hamsafar", "Shazdeh Khanoum", "Assal", "Goleh Sang", "Sedayeh Baroon".
Très rapidement aussi il commence à interpréter la musique traditionnelle persane.
En 1978 il part en tournée aux États-Unis. La révolution de 1979, en Iran, l'oblige à rester définitivement en Amérique.
Installé depuis à Los Angeles, Sattar continue de chanter pour la diaspora iranienne partout dans le monde. Il y enregistre des tubes tel que : "Goleh Pooneh", "Ahoo", "Ashegheh Khejalati", "Ey kaash", "Sar Sepodeh""Khaki", "Yeganegi", etc.
Sattar compte aujourd'hui plus de 200 chansons à son répertoire.

## Discographie

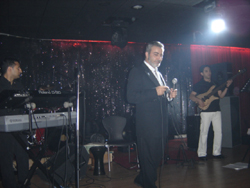
Sattar en concert en 2003.

- Hamsafar (1972)
- Shame Akhar (1976)
- Shazdeh Khanoom (1977)
- Sedaye Baroon (1978)
- Ashk (1982)
- Masti (1983)
- Raghib (1983)
- Bani (1985)
- Bi Eshgh Hargez (1987)
- Deltangi (1988)
- Gole Pooneh (1989)
- Ghadam Ranjeh (1991)
- Ziafat (Sattar & Mahasti & Faramarz Asef) (1992)
- Tak Khal (1992)
- Iran Iran (1993)
- Do Parandeh (1993)
- Sekkeh Tala (Sattar & Shohreh & Shahram Solati) (1993)
- Nemizaram Beri (Sattar & Shohreh & Shahram Solati) (1994)
- Fasle Panjom (1994)
- Gole Gandom (With Mahasti) (1995)

- Armaghan (With Delaram) (1996)
- Man o Ghoroob o Jaddeh (1996)
- Koocheh (1999)
- Gelayeh (2001)
- Bazm (Avaye Deldadegan) (2002)
- Setareh Bazi (2002)
- Golhaye Ghorbat 4&5 (With Golpa) (2003)
- Golbanoo (2006)
- Freinds (Sattar & Morteza & Saeid Mohammadi & Shila) (2008)
- 40 Years of Memories (2013)